# Dôme de Remollon
Le dôme de Remollon est un massif géologique de France situé dans les Hautes-Alpes, entre Gap au nord-ouest, le lac de Serre-Ponçon au sud-est et la Durance au sud.

## Géographie
Le dôme de Remollon se trouve dans le sud-est de la France, dans les Alpes occidentales, au sud-est de Gap, au sud-ouest de Chorges, au nord-ouest du lac de Serre-Ponçon et au nord-est de Tallard. Il est entouré par la Bochaine à l'ouest, le massif du Dévoluy au nord-ouest et le massif des Écrins au nord par-delà le sillon de Gap ainsi que par le massif du Parpaillon à l'est, le massif des Trois-Évêchés au sud-est et les Préalpes de Digne au sud par-delà le lac de Serre-Ponçon et la Durance.
Le socle cristallin bombé a entraîné le soulèvement des couches sédimentaires, formant un anticlinal dont le cœur est évidé à des degrés divers par l'érosion, laissant apparaître les roches cristallines en son centre, à Saint-Étienne-le-Laus.

Vue panoramique du dôme de Remollon depuis le Clot la Cîme au sud-est avec au centre le mont Colombis, son point culminant, et au premier plan la Durance en aval du barrage et du lac de Serre-Ponçon.